# Celaya FC
Celaya Fútbol Club – meksykański klub piłkarski z siedzibą w mieście Celaya, w stanie Guanajuato. Występuje w rozgrywkach Liga de Expansión MX. Domowe mecze rozgrywa na obiekcie Estadio Miguel Alemán Valdés.

## Osiągnięcia

### Krajowe
- Liga MX

| zwycięstwo (0):     | –    |
| drugie miejsce (1): | 1996 |

## Aktualny skład
Stan na 5 kwietnia 2025.
| Nr | Poz. | Piłkarz             |
| -- | ---- | ------------------- |
| 1  | BR   | Humberto Hernández  |
| 2  | OB   | Daniel Cervantes    |
| 3  | OB   | Ernesto Monreal     |
| 4  | OB   | José Luis Muñoz     |
| 5  | OB   | Noé Topete          |
| 6  | PO   | Eduardo del Ángel   |
| 7  | NA   | Martín Barragán     |
| 8  | PO   | Lucas de los Santos |
| 9  | NA   | Arturo Sánchez      |
| 10 | PO   | Adolfo Domínguez    |
| 11 | NA   | Duilio Tejeda       |
| 12 | BR   | Daniel Fuentes      |

| Nr | Poz. | Piłkarz            |
| -- | ---- | ------------------ |
| 14 | OB   | Salvador Manríquez |
| 16 | OB   | Jorge García       |
| 18 | NA   | Bruno Recalde      |
| 19 | PO   | Edson Partida      |
| 20 | PO   | Jonathan Tovar     |
| 21 | OB   | Pedro Hernández    |
| 22 | PO   | Carlos Baltazar    |
| 25 | OB   | Daniel Blanco      |
| 28 | NA   | Juan Gamboa        |
| 29 | BR   | Gabino Espinoza    |
| 30 | PO   | Amichia Kassi      |